# Хайнрих IV фон Грисенберг
Хайнрих IV фон Грисенберг (на немски: Heinrich IV. von Griessenberg, Ritter; † между 7 май и 8 декември 1324) е рицар от род фон Грисенберг в кантон Тургау, странична линия на тюрингския фрайхерен род „фон Буснанг“ от Източна Швейцария.
Той е син на рицар Хайнрих III фон Грисенберг († сл. 1284). Внук е на Хайнрих II фон Грисенберг († 1265) и Маргуерита фон Ешенбах. Правнук е на рицар Хайнрих I фон Грисенберг, господар на Буснанг († сл. 1260) и Аделаида. Праправнук е на Албрехт II фон Буснанг († сл. 1209) и на фон Вартенберг.
До ок. 1300 г. родът има тясна връзка с абатите на Санкт Гален Конрад фон Буснанг († 1239) и Вилхелм фон Монфор († 1301) и получават от тях собствености. През края на 13 век родът фон Грисенберг помага на абат Вилхелм фон Монтор в дългогодишния му конфликт с крал Рудолф I и Албрехт I Хабсбургски и затова се събарят замък „Стария Грисенберг“ и други замъци. Новата резиденция става построеният ок. 1291 г. замък „Бург Ной-Грисенберг“ над селището Грисенберг в кантон Тургау.

## Фамилия
Хайнрих IV фон Грисенберг се жени за Аделхайд фон Монфор († сл. 8 май 1327), дъщеря на Рудолф II фон Монфор-Фелдкирх († 1302) и Агнес фон Грюнинген († сл. 1265/1328), дъщеря на граф Хартман I фон Грюнинген († 1280) и първата му съпруга фон Езелсберг († 1252), дъщеря на Белрайн фон Езелсберг. Те имат един син:
- Хайнрих V фон Грисенберг († сл. 1316)